# Portagevennootschap
Een portagevennootschap is een buitenlandse vennootschap waarmee inkomsten kunnen doorgesluisd worden naar belastingparadijzen. De portagevennootschap fungeert als tussenpersoon en betaalt een deel van de inkomsten legaal, en het andere deel in het zwart.